# Runcu (okręg Konstanca)
Runcu – wieś w Rumunii, w okręgu Konstanca, w gminie Pantelimon. W 2011 roku liczyła 415 mieszkańców.